# Імян-Купер
Імя́н-Купе́р (рос. Имян-Купер, башк. Имәнкүпер) — село у складі Туймазинського району Башкортостану, Росія. Входить до складу Чукадибашевської сільської ради.
Населення — 123 особи (2010; 166 у 2002).
Національний склад:
- башкири — 66 %
- татари — 29 %